# Erik Per Sullivan
Erik Per Sullivan (12 de julho de 1991, Worcester, Massachusetts), é um ator norte-americano, mais conhecido por ter vivido o personagem "Dewey", irmão mais novo de "Malcolm" na série da FOX, Malcolm in the Middle.

## Biografia
Erik nasceu em Worcester, Massachusetts, é faixa preta em Tae Kwon Do, gosta de esquiar, andar de boogie board, jogar paintball e viajar, além de saber tocar piano e saxofone. Seu pai, Fred Sullivan, é proprietário de um restaurante mexicano chamado Álamo em Milford, Massachusetts, ele sofreu dois acidentes vasculares cerebrais, em 2003. Sua mãe é de origem sueca e Erik fala o idioma fluentemente, ele também está aprendendo japonês. Ele frequentou o acampamento Milford Performing Arts Center, em Milford, Massachusetts. Erik sempre foi um excelente aluno e gosta de passar o tempo com seus colegas de turma.
Sua estreia no cinema foi no filme Armageddon de 1998. No ano seguinte fez o filme Regras da Vida onde viveu o personagem "Fuzzy". Entre alguns de seus filmes, destacam-se Wendigo de 2001, onde interpretou "Miles". Sullivan também desempenhou "Charlie Sumner" no filme Unfaithful e interpretou o personagem "Spike" no filme Christmas with the Kranks. Fez o filme Joe Dirt atuando como "Joe Dirt" quando novo. No filme Finding Nemo, ele dublou o personagem "Sheldon". Em 2007, estrelou como o personagem-título no filme independente Mo.
Seu papel de maior destaque foi na série Malcolm in the Middle, onde co-estrelou como "Dewey", irmão mais novo do personagem principal, "Malcolm". Em 2005, com a co-estrela de Malcolm in the Middle, Jane Kaczmarek, ele emprestou o seu nome para o livro infantil chamado "Together". O livro visa educar os jovens sobre a importância da pecuária para o mundo, com ênfase em tratar a fome mundial, e foi inspirado pela organização sem fins lucrativos Heifer International.
Perto do final de junho de 2006, ele foi visto em um anúncio feito especialmente para o arejamento do último episódio de Malcolm in the Middle no Sky One do Reino Unido. Em seguida, foi anunciado em 2 de julho do mesmo ano, que um programa especial chamado Dewey Therapy Sessions seria exibido em 9 de julho, com Sullivan.
Erik é membro da National Honor Society.

## Filmografia
| Filmes      | Filmes                      | Filmes                          | Filmes                  |
| Ano         | Título                      | Papel                           | Notas                   |
| ----------- | --------------------------- | ------------------------------- | ----------------------- |
| 2007        | Mo                          | Mo                              |                         |
| 2006        | Arthur e os Minimoys        | Baby Bug/Mino                   | Voz na versão em inglês |
| 2006        | Once Not Far from Home      | Garotinho                       |                         |
| 2004        | Um Natal Muito, Muito Louco | Spike Frohmeyer                 |                         |
| 2003        | Procurando Nemo             | Sheldon (voz)                   |                         |
| 2002        | Unfaithful (2002)           | Charlie Sumner                  |                         |
| 2001        | Joe Sujo                    | Joe Dirt (pequeno)              |                         |
| 2001        | Wendigo                     | Miles                           |                         |
| 1999        | Regras da Vida              | Fuzzy                           |                         |
| 1998        | Armageddon                  | Garoto com foguete de brinquedo | Não creditado           |
| Televisão   |                             |                                 |                         |
| Ano         | Título                      | Papel                           | Notas                   |
| 2006 / 2000 | Malcolm in the Middle       | Dewey                           | 151 episódios           |
| 2002        | The King of Queens          | Arthur (jovem)                  | 1 episódio              |
| 2001        | Black of Life               | Jimmy                           | 1 episódio              |
| 2000        | Wonderland                  | Tucker Banger                   | 1 episódio              |

## Prêmios e Indicações
| Ano  | Resultado | Premiação          | Indicação                                         | Título                |
| ---- | --------- | ------------------ | ------------------------------------------------- | --------------------- |
| 2003 | Indicado  | Teen Choice Award  |                                                   | Malcolm in the Middle |
| 2003 | Venceu    | Young Artist Award | Melhor Conjunto em Série de TV (Comédia ou Drama) | Malcolm in the Middle |
| 2002 | Indicado  | Teen Choice Award  |                                                   | Malcolm in the Middle |
| 2002 | Indicado  | Young Artist Award | Melhor Conjunto em Série de TV (Comédia ou Drama) | Malcolm in the Middle |
| 2002 | Indicado  | Young Artist Award | Melhor Performance em Série de TV                 | Malcolm in the Middle |
| 2001 | Indicado  | Teen Choice Award  |                                                   | Malcolm in the Middle |
| 2001 | Indicado  | Young Artist Award | Melhor Conjunto em Série de TV (Comédia ou Drama) | Malcolm in the Middle |
| 2001 | Indicado  | Young Artist Award | Melhor Performance em Série de TV                 | Malcolm in the Middle |
| 2000 | Venceu    | YoungStar Award    | Melhor Conjunto Jovem                             | Malcolm in the Middle |